# Eupithecia latitans
Eupithecia latitans är en fjärilsart som beskrevs av W. Warren 1905. Eupithecia latitans ingår i släktet Eupithecia och familjen mätare. Inga underarter finns listade i Catalogue of Life.